# Association Sportive de Saint-Étienne 1983-1984
La pagina raccoglie i dati riguardanti l'Association Sportive de Saint-Étienne nelle competizioni ufficiali della stagione 1983-1984.

## Maglie e sponsor
Lo sponsor tecnico per la stagione 1983-1984 è Le Coq Sportif per il campionato, mentre lo sponsor ufficiale è KB Jardin.
| Casa |

## Rosa
| N. |                    | Ruolo | Calciatore            |
| -- | ------------------ | ----- | --------------------- |
|    | Francia (bandiera) | P     | Jean Castaneda        |
|    | Francia (bandiera) | D     | Éric Clavelloux       |
|    | Francia (bandiera) | D     | Édouard Lamon         |
|    | Francia (bandiera) | D     | Philippe Mahut        |
|    | Francia (bandiera) | D     | Thierry Oleksiak      |
|    | Francia (bandiera) | D     | Firmin Perez          |
|    | Francia (bandiera) | D     | Jean-Philippe Primard |
|    | Francia (bandiera) | D     | Bernard Simondi       |
|    | Francia (bandiera) | D     | Thierry Wolff         |
|    | Francia (bandiera) | C     | Guy Claveloux         |
|    | Francia (bandiera) | C     | Jean-François Daniel  |
|    | Francia (bandiera) | C     | Patrice Ferri         |

| N. |                     | Ruolo | Calciatore       |
| -- | ------------------- | ----- | ---------------- |
|    | Polonia (bandiera)  | C     | Janusz Kupcewicz |
|    | Francia (bandiera)  | C     | Alain Moizan     |
|    | Francia (bandiera)  | C     | Gilles Peycelon  |
|    | Francia (bandiera)  | C     | Jean-Luc Ribar   |
|    | Francia (bandiera)  | C     | Robert Sab       |
|    | Francia (bandiera)  | C     | Jean-Louis Zanon |
|    | Francia (bandiera)  | A     | Éric Bellus      |
|    | Francia (bandiera)  | A     | Pascal Carrot    |
|    | Francia (bandiera)  | A     | Patrice Chillet  |
|    | Paraguay (bandiera) | A     | Carlos Diarte    |
|    | Francia (bandiera)  | A     | Daniel Sanchez   |

## Risultati

### Division 1

#### Play-out
| Colombes 15 maggio 1984 Andata | RC Paris | 0 – 0 referto | Saint-Étienne | Stadio olimpico Yves du Manoir (40 000 spett.)\| Arbitro: \| Lartigot \| |
| Arbitro:                       | Lartigot |               |               |                                                                          |

| Arbitro: | Konrath |

|  |           |                      |
|  | Marcatori | 16’ Økland 66’ Ekéké |

## Statistiche

### Andamento in campionato
| Giornata  | 1 | 2  | 3  | 4  | 5  | 6  | 7  | 8  | 9  | 10 | 11 | 12 | 13 | 14 | 15 | 16 | 17 | 18 | 19 | 20 | 21 | 22 | 23 | 24 | 25 | 26 | 27 | 28 | 29 | 30 | 31 | 32 | 33 | 34 | 35 | 36 | 37 | 38 |
| --------- | - | -- | -- | -- | -- | -- | -- | -- | -- | -- | -- | -- | -- | -- | -- | -- | -- | -- | -- | -- | -- | -- | -- | -- | -- | -- | -- | -- | -- | -- | -- | -- | -- | -- | -- | -- | -- | -- |
| Luogo     | T | C  | T  | C  | T  | T  | C  | T  | C  | T  | C  | T  | C  | T  | C  | T  | C  | T  | C  | T  | C  | T  | C  | C  | T  | C  | T  | C  | C  | C  | T  | C  | T  | C  | T  | C  | T  | C  |
| Risultato | N | P  | P  | N  | V  | P  | P  | P  | P  | V  | V  | N  | V  | P  | P  | P  | V  | P  | N  | P  | V  | P  | V  | P  | P  | N  | P  | V  | N  | V  | N  | V  | P  | P  | N  | P  | P  | V  |
| Posizione | 9 | 18 | 18 | 18 | 15 | 18 | 20 | 19 | 20 | 18 | 19 | 18 | 18 | 18 | 19 | 19 | 17 | 18 | 16 | 18 | 17 | 17 | 15 | 17 | 18 | 18 | 18 | 17 | 16 | 18 | 17 | 16 | 18 | 18 | 16 | 18 | 18 | 18 |

Fonte:  La saison 1983-1984 de l'AS Saint-Étienne, su asse-stats.com.
Legenda:

Luogo: C = Casa; T = Trasferta. Risultato: V = Vittoria; N = Pareggio; P = Sconfitta.